# نویابروکا
نویابروکا (انگلیسی: Noyabrevka) یک شهرک در شهرستان گافوریسکی استان باشقیرستان کشور روسیه است.